# Space Operations Command
Space Operations Command (förkortning: SpOC) är från 2020 ett av tre huvudkommandon inom USA:s rymdstyrka som innefattar alla dess operativa förband.
I den operativa befälskedjan står Space Operations Command under befäl av det försvarsgrensövergripande United States Space Command.

## Bakgrund och roll
SpOC motsvarar huvudsakligen de förband och förmågor som fram till december 2019 tillhörde 14th Air Force, som var en del av Air Force Space Command innan det huvudkommandot inom USA:s flygvapen avknoppades till egen egen försvarsgren inom USA:s flygvapendepartement som en följdverkan av National Defense Authorization Act (NDAA) för budgetåret 2020 som USA:s president Donald Trump undertecknade 19 december 2019.
Högkvarteret är, liksom föregångaren, lokaliserat till Peterson Space Force Base i Colorado Springs i delstaten Colorado.

## Förband
| Namn       | Namn                          | Funktion                                     | Högkvarter                               |
| ---------- | ----------------------------- | -------------------------------------------- | ---------------------------------------- |
|            | Space Operations Command West | Rymdoperationer                              | Vandenberg Space Force Base, Kalifornien |
| Deltan     |                               |                                              |                                          |
|            | Space Delta 2                 | Övervakning av rymddomänen                   | Peterson Space Force Base, Colorado      |
|            | Space Delta 3                 | Elektronisk krigföring                       | Peterson Space Force Base, Colorado      |
|            | Space Delta 4                 | Varning vid ballistiskt robotanfall          | Buckley Space Force Base, Colorado       |
|            | Space Delta 5                 | Ledningssystem                               | Vandenberg Space Force Base, California  |
|            | Space Delta 6                 | Cyberkrigföring                              | Schriever Space Force Base, Colorado     |
|            | Space Delta 7                 | Underrättelsefunktion                        | Peterson Space Force Base, Colorado      |
|            | Space Delta 8                 | Satellitkommunikation och satellitnavigering | Schriever Space Force Base, Colorado     |
|            | Space Delta 9                 | Krigföring i omloppsbana                     | Schriever Space Force Base, Colorado     |
| Garnisoner |                               |                                              |                                          |
|            | Peterson-Schriever Garrison   | Stödfunktioner                               | Peterson Space Force Base, Colorado      |
|            | Buckley Garrison              | Stödfunktioner                               | Buckley Space Force Base, Colorado       |